# Neuwiller
Neuwiller (Duits: Neuweiler im Oberelsaß ) is een gemeente in het Franse departement Haut-Rhin in de regio Grand Est en telt 526 inwoners (2005). De plaats maakt deel uit van het arrondissement Mulhouse.

## Geografie
De oppervlakte van Neuwiller bedraagt 3,7 km², de bevolkingsdichtheid is 142,2 inwoners per km².
De onderstaande kaart toont de ligging van Neuwiller met de belangrijkste infrastructuur en aangrenzende gemeenten.

## Demografie
Onderstaande figuur toont het verloop van het inwonertal (bron: INSEE-tellingen).